# Oxalis microcarpa
Oxalis microcarpa là một loài thực vật có hoa trong họ Chua me đất. Loài này được Benth. mô tả khoa học đầu tiên năm 1839.